# キングコング
キングコング（King Kong）は、1933年にアメリカ合衆国で公開されたRKO製作・配給の特撮映画のタイトルおよび作品内に登場する巨大な類人猿の名称であると共に、同じ呼称を付けた類人猿とそれが登場する一連の作品群である。
1933年の映画は空前の大ヒットとなり、以後リメイク映画や、漫画、ゲーム、テーマパーク、ミュージカルなど様々な分野に影響を与えた。ウォルト・ディズニーのミッキーマウスと並ぶアメリカ文化の古典的かつ象徴的なキャラクターであり、世界で最も有名なキャラクターのひとつとされている。
コングはウィリス・オブライエンの特撮技術とストップモーション・アニメーションによって表現され、後のリメイク映画ではスーツアクター（着ぐるみ）やモーションキャプチャなどによる演技で撮影された。
東宝との正規ライセンス契約により、『ゴジラ』シリーズをはじめとする日本映画にも登場している。

## コンセプトデザイン

### コングの創造

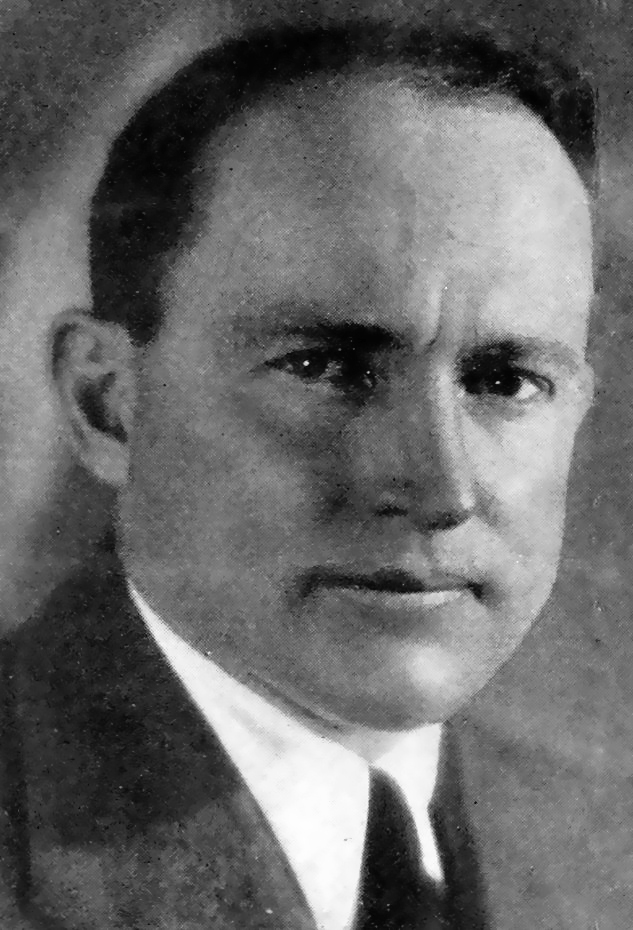
メリアン・C・クーパー

キングコングは映画監督のメリアン・C・クーパーが考案した。クーパーは6歳の時にゴリラに魅了され、1899年に叔父からポール・デュ・シャイユの『赤道アフリカの探検と冒険』という本をプレゼントされた。この本にはシャイユがアフリカで出会った先住民や動物のことが記されていた。クーパーはシャイユが描いた「特別サイズ」で、先住民から「無敵」「アフリカの森の王」と呼ばれたゴリラに魅了された。シャイユと先住民がゴリラに遭遇した際、彼はゴリラを「地獄の夢の怪物」「半人半獣」と記した。こうした描写は、クーパーに冒険への強い憧れを抱かせた。
成人したクーパーは映画業界に進出し、『The Four Feathers』の撮影の際にヒヒの家族と遭遇した。この出会いは、クーパーに霊長類を登場させた映画の構想を練るきっかけを与えた。1年後、クーパーは「恐ろしいゴリラの映画」を撮影するためにRKOに移った。「ゴリラが高層ビルの頂上で飛行機と戦う」というアイディアは、ニューヨークライフビルの上空を飛行する飛行機を見て思いついた。クーパーはこれについて、「私は思考の意識的な努力なしに、頭の中にビルの頂上にいる巨大なゴリラを思い描いていました」と語っている。また、クーパーはコモドドラゴンにも影響を受けており、恐竜型のドラゴンとゴリラを戦わせたいと考えていた。この間、彼は「近代文明に敵対する巨大な半人型ゴリラ」の構想を固めていた。
映画の構想が固まった後、クーパーはゴリラを「悪夢の怪物」として創造することを望み、彼のメモには「ゴリラの手足は蒸気ショベルのように固く、その周囲は蒸気ボイラーのようです。これは百人力の怪物ですが、もっと恐ろしいのは顔です。血みどろの目、ギザギザの歯が厚い毛の下に隠された半人半獣の頭部」と記されている。ウィリス・オブライエンは、クーパーの構想に基き、ジャングルのヒロインとハンターを脅かす巨大なゴリラの油絵を描いた。しかし、オブライエンとマルセル・デルガドがアニメーションを製作しようとした際、クーパーはゴリラの顔を半人ではなく完全なゴリラにするように指示し、オブライエンは観客の感情を引き付けるために人間的な顔にするべきと反発し、デガルドに「顔をほぼ人間にする」と指示した。さらに、オブライエンは人間的な機能も加えるように指示したが、最終的にはトーンダウンし、デザインを妥協した。最終的に完成したデザインはゴリラのような姿だったが、ゴリラの解剖学的な特徴の幾つかは、デガルドによって除去されていた。オブライエンは1915年に製作した『The Dinosaur and the Missing Link: A Prehistoric Tragedy』に登場した恐竜の特徴や動きをゴリラの動きに応用し、彼はこの恐竜を「キングコングの先祖」と述べている。また、クーパーはゴリラがニューヨークのシーンで直立し、より威圧的に見えるようにすることに同意した。

### 名前

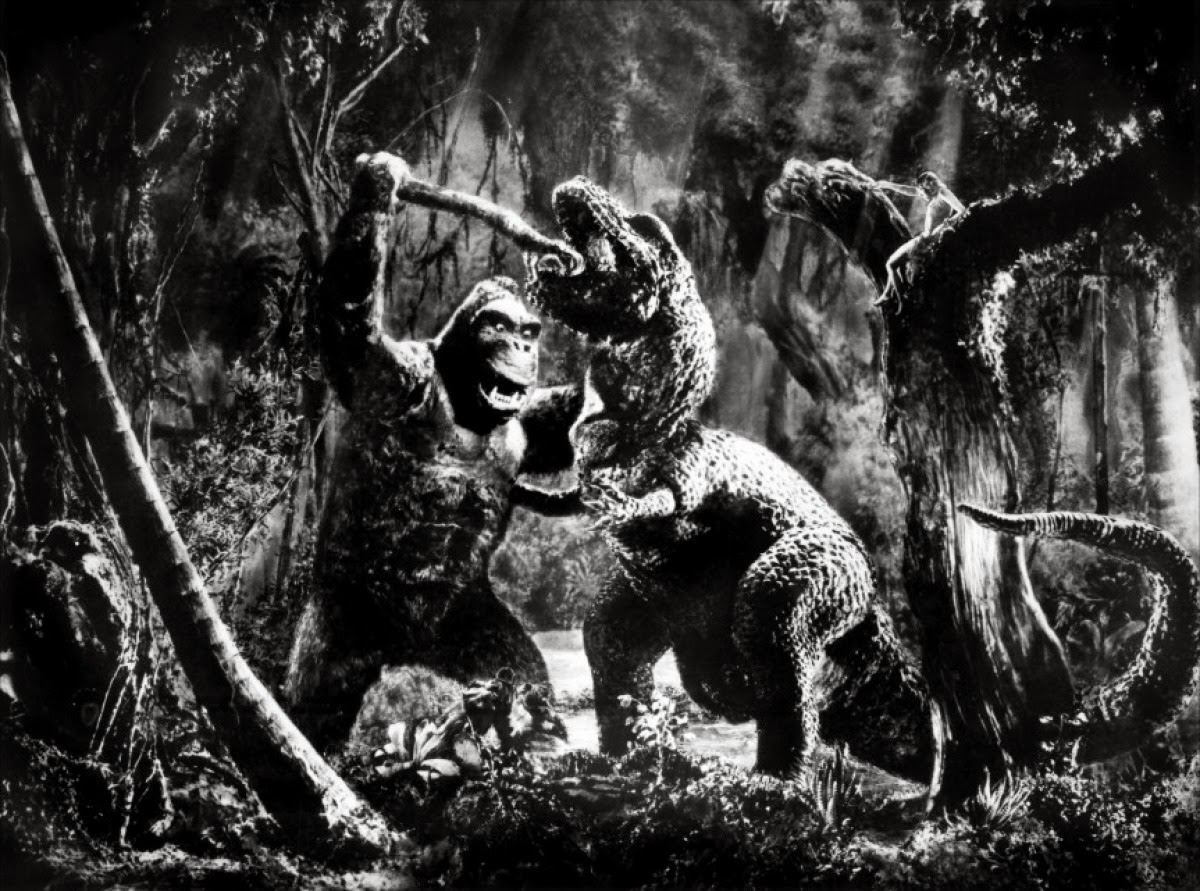
1933年版『キングコング』のワンシーン

クーパーは「コモド島」「コディアック島」「コダック」など、「K」から始まる強い響きの言葉を好んだ。彼は巨大ゴリラの映画を構想していた際、コンゴから本物のゴリラを取り寄せ、コモドドラゴンと戦わせたいと考えていた。コモドドラゴンに興味を抱いたのは、友人のダグラス・バーデンがコモド島を旅行してコモドドラゴンと出会った経験を聞いたためである。
クーパーがRKOで映画の構想を練っていたころは、このゴリラは「ビースト」と呼ばれていた。プロデューサーのデヴィッド・O・セルズニックは、映画のタイトルとして「Jungle Beast」を提案したものの、クーパーはキャラクターの名前を決定した後に、その名前をタイトルに付けようとしていた。クーパーは、ドラキュラ伯爵やフランケンシュタインの怪物のような「神秘的でロマンチック、そして野蛮な名前」を考えていた。RKOはタイトルの候補として「Kong: King of Beasts」「Kong: The Jungle King」「Kong: The Jungle Beast」をクーパーに提案した。しかし、ルース・ローズが脚本を書き上げたころ、クーパーはタイトルをシンプルに「コング」にしようと考えていた。これに対して、セルズニックは以前に製作した『Grass』『Chang』のようなドキュメント映画と混同されると危惧し、タイトルに「キング」を加えて「キングコング」と命名した。

### 身体的特徴

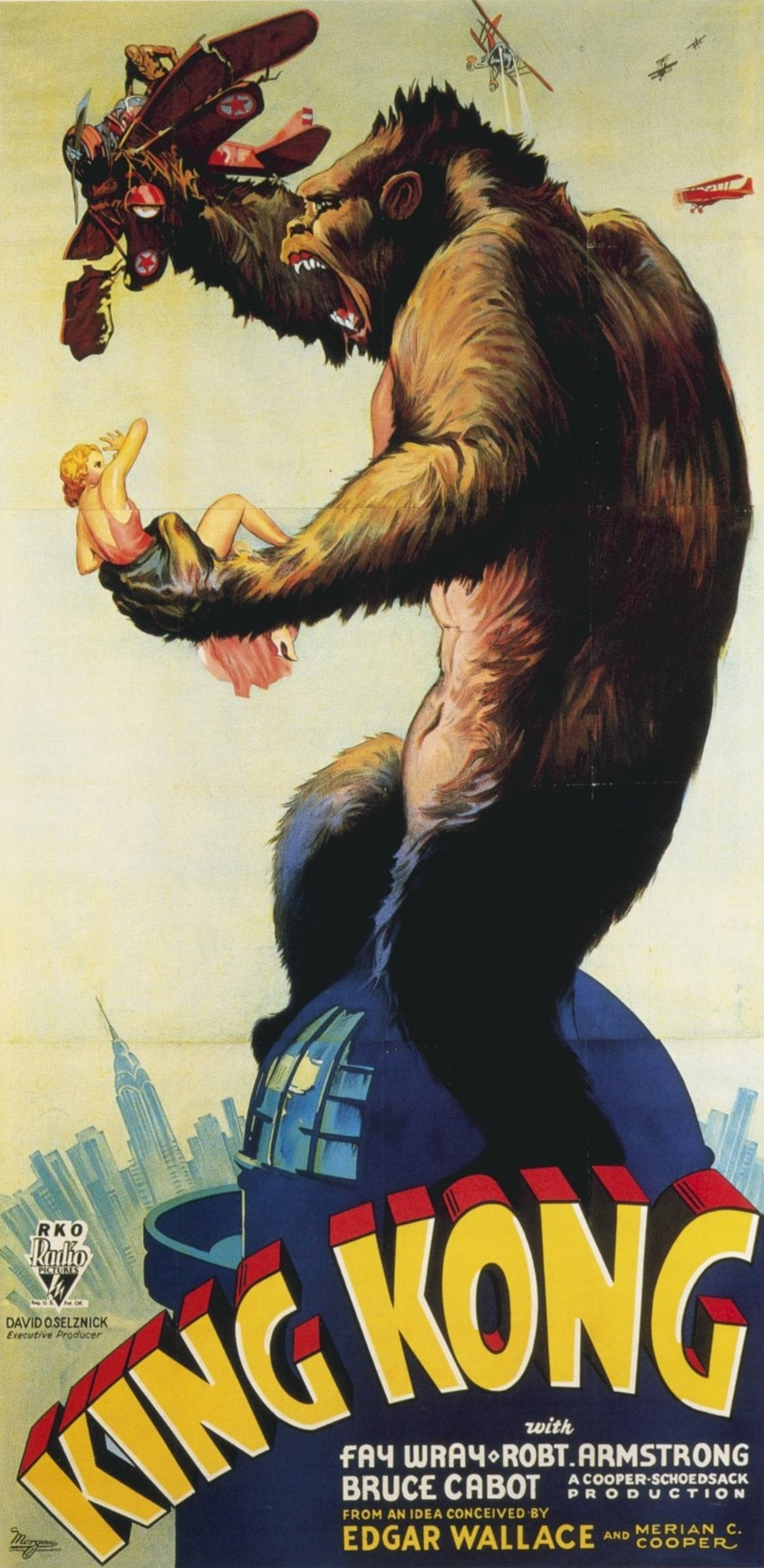
1933年版『キングコング』のポスター

1933年版では、コングは先史時代の類人猿とされており、RKOの資料では「先史時代の猿」となっている。外見はゴリラだが、表情は人間的であり、時折擬人化された直立歩行をしており、カール・デナムは「獣でも人間でもない」と表現している。コングは優れた知性と体力を持ち、その身体は映画の中で代わっていた。クーパーはコングの体長を「40から50フィート（12.2から15.2メートル）」と設定していたが、オブライエンはコングの体長を髑髏島では5.5メートル、ニューヨークでは7.3メートルに調整していた。クーパーはオブライエンの変更には口出しせず、ミニチュアとカメラのサイズを調整することで、コングをオブライエンの設定よりも大きく撮影することに成功した。RKOの資料では、コングの体長は15.2メートルとなっている。
1975年、ディノ・デ・ラウレンティスがキングコングの映画化の権利を取得し、翌年にリメイク版『キングコング』が公開された。このコングは直立歩行する猿として描かれ、より人間に近くなっている。1975年版のコングは、髑髏島では12.8メートル、ニューヨークでは16.8メートルに見えるように調整されていた。ラウレンティスは10年後に続編の製作権利を取得し、『キングコング2』を製作し、この映画でのコングは18.3メートルに設定された。
1976年にはユニバーサル・スタジオもキングコングのリメイクを計画していたが、30年後にピーター・ジャクソンを監督に迎えて『キング・コング』を製作した。ジャクソンは擬人化されていないゴリラをキングコングとして描き、アフリカではなく、アジアに生息していたギガントピテクスの進化したゴリラに設定した。このコングは、髑髏島・ニューヨーク一貫して7.6メートルに設定されている。
2017年にはアメリカのレジェンダリー・ピクチャーズと中国のテンセント・ピクチャーズが共同製作した『キングコング:髑髏島の巨神』が東宝とのモンスター・ヴァースの一環として公開され、シリーズ最大の31.6メートルのコングが登場した。プロデューサーのメアリー・ペアレントは、「このコングはまだ青年です。この後まだまだ成長します」と述べている。

## 日本版キングコング

### 日本での亜流作品

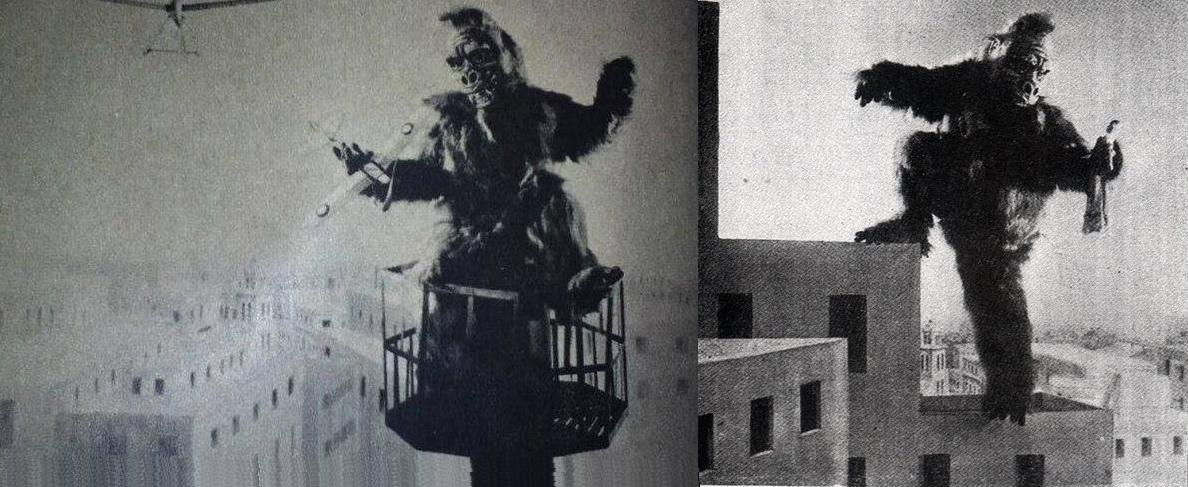
『和製キング・コング』のスチール写真

日本では1933年版が9月14日に公開され大ヒットしたことで、多数の亜流作品が生まれた。鎌倉の海岸に高さ14メートルのキングコングの張りぼてが建造され、また松竹蒲田撮影所では「喜劇の神様」の異名をとった斎藤寅次郎による『和製キング・コング』という便乗映画が撮影され、10月に公開されている。5年後の1938年には『江戸に現れたキングコング』が江戸を舞台にした時代劇として奈良県・全勝キネマあやめ池撮影所で撮影、公開された。この映画に登場するコングは等身大であり、アメリカ版のように巨大な猿として描かれてはいない。

### 東宝作品

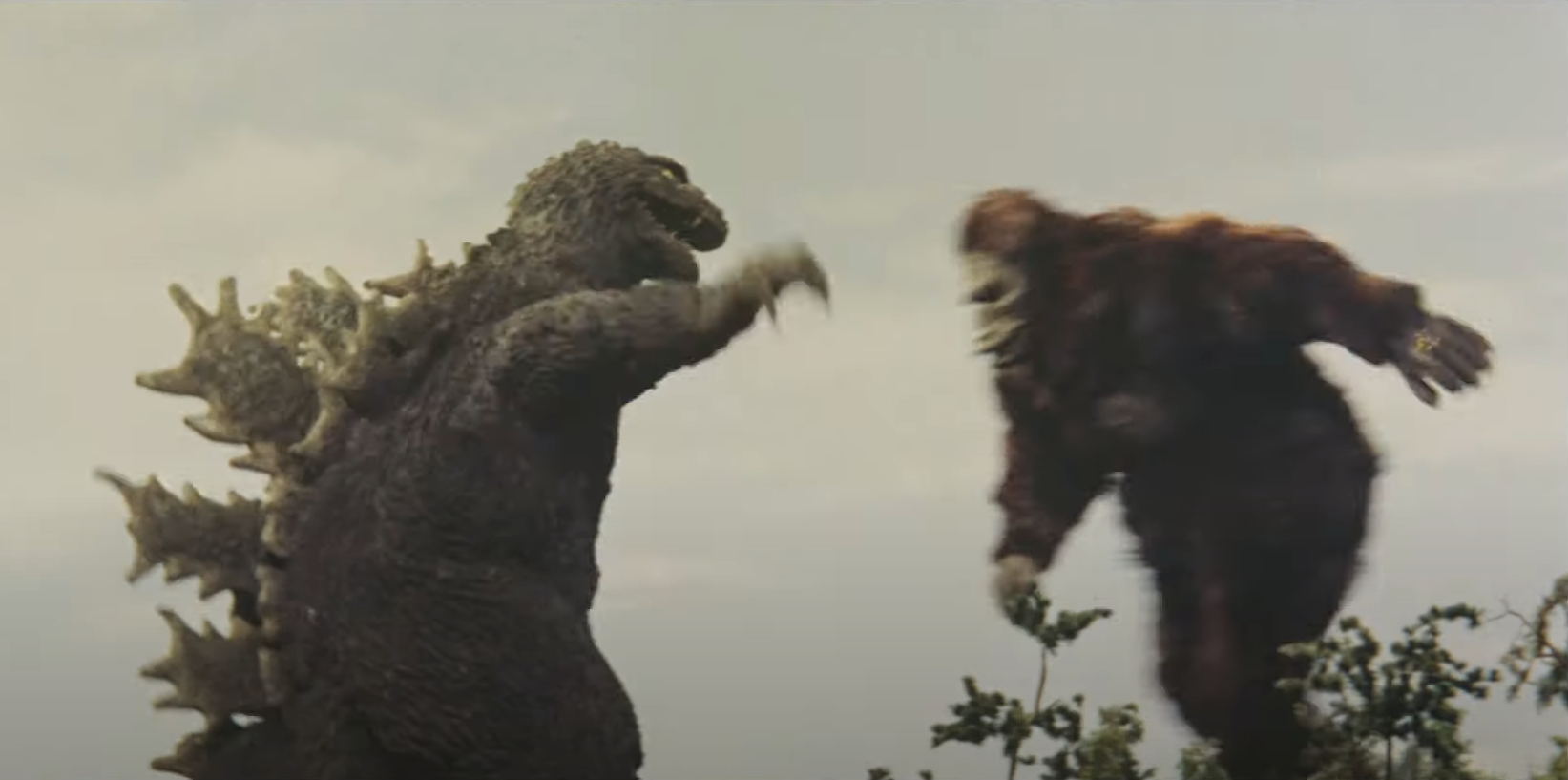
『キングコング対ゴジラ』のワンシーン

1960年代、東宝はキングコングのライセンス権を取得し、『キングコング対ゴジラ』『キングコングの逆襲』を製作した。これらの映画では、アメリカ版よりも体長や能力が大きく異なっていた。コングはゴジラと戦うため、それと匹敵する強さと耐久力を持つ怪獣として描かれた。東宝怪獣の中で数少ない哺乳類であるコングは、ゴジラの戦闘スタイルを学び適応する能力を持ち、弱点を特定して自分のテリトリーで罠を仕掛けるなど高い知性を特徴とする。『キングコング対ゴジラ』は日本国内では記録的な大ヒットを収め、これを受けて『続・キングコング対ゴジラ』が企画されたが、諸般事情で頓挫している。
『キングコング対ゴジラ』では、コングの体長は45メートルに設定されている。また、電気エネルギーを手から放出して戦うという設定も追加された。『キングコングの逆襲』では体長が20メートルに設定された。このコングはオリジナルに近いが、力と知性を武器に戦っている。東宝版のコングは髑髏島ではなく、それぞれファロ島・モンド島を住処としている。
1966年には日米合作で『ロビンソン・クルーソー作戦 キングコング対エビラ』が企画されたが、アメリカ側が企画に難色を示したため製作が中止された。東宝はコングに代わりゴジラを登場させ、『ゴジラ・エビラ・モスラ 南海の大決闘』を製作した。そのため、ゴジラが女性に好意的であるなど、コングの要素が反映されている。
1993年公開の『ゴジラvsメカゴジラ』では、企画段階でキングコングやメカニコングの登場が検討されていたが、権利関係の都合から実現には至らなかった。翌年の『ゴジラvsスペースゴジラ』でも、東宝の富山省吾はキングコングを捩った「キングゴクウ」を構想したり、製作補の有正眞一郎もキンシコウをモチーフにした金色のキングコングのような怪獣を発想するなどしていた。

## 映画作品
| 作品                       | 公開日         | 監督                                                | 原案                                                         | 脚本                                                         | 製作 | 配給会社                                                  |
| -------------------------- | -------------- | --------------------------------------------------- | ------------------------------------------------------------ | ------------------------------------------------------------ | --- | --------------------------------------------------------- |
| キング・コング             | 1933年3月2日   | メリアン・C・クーパー アーネスト・B・シュードサック | ジェームズ・クリールマン ルース・ローズ                      | ジェームズ・クリールマン ルース・ローズ                      | メリアン・C・クーパー アーネスト・B・シュードサック                                                                     | RKO                                                       |
| コングの復讐               | 1933年12月22日 | アーネスト・B・シュードサック                       | ルース・ローズ                                               | ルース・ローズ                                               | アーネスト・B・シュードサック                                                                                           | RKO                                                       |
| キングコング対ゴジラ       | 1962年8月11日  | 本多猪四郎                                          | 関沢新一                                                     | 関沢新一                                                     | 田中友幸 | 東宝（日本） ユニバーサル・インターナショナル（アメリカ） |
| キングコングの逆襲         | 1967年7月22日  | 本多猪四郎                                          | アーサー・ランキン・Jr. （テクニカル・アドバイザー）         | 馬淵薫                                                       | 田中友幸 アーサー・ランキン・Jr.                                                                                        | 東宝（日本） ユニバーサル・インターナショナル（アメリカ） |
| キングコング               | 1976年12月17日 | ジョン・ギラーミン                                  | ロレンツォ・センプル・ジュニア                               | ロレンツォ・センプル・ジュニア                               | ディノ・デ・ラウレンティス                                                                                              | パラマウント映画                                          |
| キングコング2              | 1986年12月19日 | ジョン・ギラーミン                                  | ロナルド・シャセット スティーヴン・プレスフィールド          | ロナルド・シャセット スティーヴン・プレスフィールド          | マーサ・デ・ラウレンティス                                                                                              | デ・ラウレンティス・エンターテインメント・グループ        |
| キング・コング             | 2005年12月14日 | ピーター・ジャクソン                                | フラン・ウォルシュ フィリッパ・ボウエン ピーター・ジャクソン | フラン・ウォルシュ フィリッパ・ボウエン ピーター・ジャクソン | ジャン・ブレンキン キャロリン・カニンガム フラン・ウォルシュ ピーター・ジャクソン                                       | ユニバーサル・スタジオ                                    |
| キングコング:髑髏島の巨神  | 2017年3月10日  | ジョーダン・ヴォート＝ロバーツ                      | ジョン・ゲイティンズ                                         | ダン・ギルロイ マックス・ボレンスタイン デレク・コノリー     | トーマス・タル ジョン・ジャシュー アレックス・ガルシア メアリー・ペアレント                                             | ワーナー・ブラザース                                      |
| ゴジラvsコング             | 2021年3月24日  | アダム・ウィンガード                                | テリー・ロッシオ マイケル・ドハティ ザック・シールズ         | エリック・ピアソン マックス・ボレンスタイン                  | トーマス・タル ジョン・ジャシュー ブライアン・ロジャーズ メアリー・ペアレント アレックス・ガルシア エリック・マクレオド | ワーナー・ブラザース                                      |
| ゴジラxコング 新たなる帝国 | 2024年3月27日  | アダム・ウィンガード                                | テリー・ロッシオ アダム・ウィンガード サイモン・バレット     | テリー・ロッシオ サイモン・バレット ジェレミー・スレイター   | トーマス・タル ジョン・ジャシュー ブライアン・ロジャーズ メアリー・ペアレント アレックス・ガルシア エリック・マクレオド | ワーナー・ブラザース                                      |

## ノベライズ

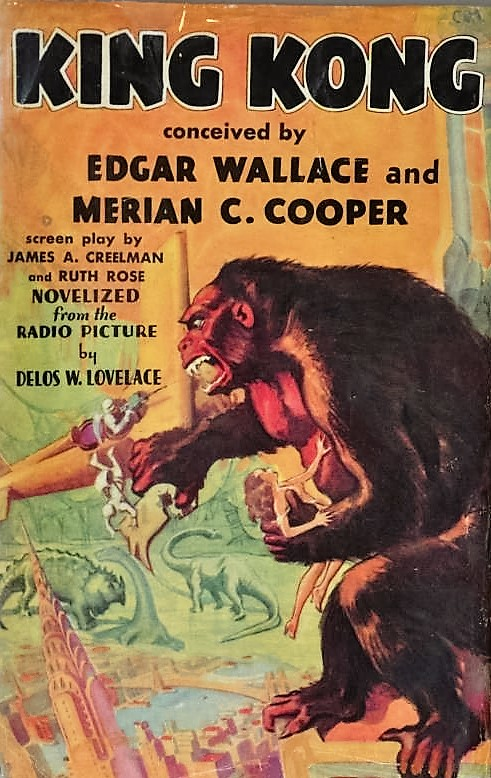
小説版『キングコング』の表紙

1932年12月に映画の撮影が終了した後、クーパーは友人のデロス・ラヴレスにマーケティングの一環として映画のノベライズを依頼した。ラヴレスは依頼を引き受け、1932年12月27日にグロセット&ダンラップ社から小説を出版した。この小説は「ジェームズ・クリールマンとルース・ローズの脚本に忠実」と評価された。表紙には「メリアン・C・クーパーとエドガー・ウォーレスによる創造」と書かれているが、ウォーレスは小説には関わっていない。作家のジョー・デヴィトは以下のように指摘している。
ウォーレスの貢献についての議論は、オリヴィル・ゴールナーとジョージ・E・ターナーが『The Making of King Kong』で検証している。ウォーレスは1932年2月に糖尿病で死去し、クーパーは彼の死後に「実際、エドガー・ウォーレスはコングのために何も書きませんでした………私は彼にクレジットを約束したので、私は約束を守った」と語ったという。
1965年、クーパーはバンタム・ブックから小説を再版した。その後、著作権が失効したため、小説はパブリックドメインになったため、多くの出版社から再版されることになった。2005年にブラックストーン・オーディオはステファン・ラドニックが朗読したオーディオブックを製作し、2017年にはスターワープ・コンセプトから新規イラスト6枚を追加したイーブックが発売された。1933年には、ミステリー・マガジンからウォルター・F・リッパージャーが書いた小説が連載された。この小説は、2月と3月の雑誌に掲載された。1977年にはエース・ブックスから1976年版の小説が出版され、1994年にはアンソニー・ブラウンが「Anthony Browne's King Kong」と呼ばれる小説を執筆した。この小説は「エドガー・ウォレスとメリアン・C・クーパーが作った物語」と書かれ、ターナー出版社から出版された。
2005年には、ジャクソンのリメイク映画の公開に合わせてジャクソン、フラン・ウォルシュ、フィリッパ・ボウエンの脚本のノベライズ版がクリストファー・ゴールデンによって執筆され、マット・コステロが書いた前日譚『King Kong: The Island of the Skull』が、それぞれPocket Booksから出版された。この他にも様々な小説や解説本が出版されている。2017年には『髑髏島の巨神』の公開に合わせて、ティム・リボーンが執筆したノベライズ版が出版され、同時にシモン・ワード監修の『The Art and Making of Kong: Skull Island』が発売された。

## アニメ作品

### 『世界の王者 キングコング大会』（1966）
後述のテレビシリーズが日本でも開始される前に放送されたパイロット版。テレビシリーズと同じく東映動画とビデオクラフトによる日米合作。1966年12月31日（土曜） 20:00 - 20:56 （日本標準時）に大塚製薬の一社提供で放送されたが、同社がスポンサーを務めたのはこの回のみであり、その後のテレビシリーズには参入しなかった（テレビシリーズは複数社提供で放送）。

#### 声の出演
- ボビー - 藤田淑子
- スーザン - 堀絢子

#### スタッフ
- 原作・企画 - 籏野義文
- 脚本翻訳 - 上野登史郎
- 演出 - 芹川有吾
- 美術 - 千葉秀雄
- 作画 - 窪詔之
- 音楽 - 小林亜星
- プロデューサー - アーサー・ランキン・Jr.（英語版）、原徹、山梨稔
- 制作 - 東映動画、ビデオクラフト（英語版）

### 『キングコング（英語版）』（1967）

#### 解説
ビデオクラフト社と東映動画によるカラーでの日米合作。キングコングと少年ボビーの友情と、キングコングを生け捕りにしようとするドクター・フーとの戦いを描いた作品。最終話では、暴風雨の中、行方不明になったコングがニューヨークに現れ、エンパイアステートビルに登るシーンもある。ただし、急遽かけつけたボビー少年の機転でコングはビルを降り、落ちかけた橋を支えて多くの人命を救い、ニューヨーク市の鍵を贈られるというハッピーエンドになっている。東宝映画『キングコングの逆襲』のメカニコングは、この作品に登場するロボットコングが元である。
アメリカでは、1966年9月10日から1969年8月31日までABCで放送。
日本では、1967年4月5日から同年10月4日まで日本教育テレビ(NET)（現・テレビ朝日）系列局でカラーで放送。放送時間は毎週水曜 19:30 - 20:00 （日本標準時）。全52話（2話×26回）で、第24回まではアニメ『001/7おや指トム』とのセットで放送されていた。基本的には本作品Aパート→『001/7おや指トム』→本作品Bパートという流れだったが、ラスト2回では本作品のみを放送していた。
本放送の終了後も、1970年代前期までは日本教育テレビ(NETテレビ)で朝や夕方に再放送されていたが、1970年代後期からはまったく放送されていない。映像ソフト化もされておらず、東映ビデオから発売された『東映TVアニメ主題歌大全集』（規格 - VHS、LD、DVD）にも未収録である。アニメ継続中は伊東章夫によって、月刊誌『ぼくら』（講談社）にコミカライズ版が連載された。

#### 声の出演
- ボビー - 藤田淑子 / 英 - ビリー・メイ・リチャーズ
- スーザン - 堀絢子 / 英 - スーザン・コンウェイ
- ボンド教授 - 納谷悟朗 / 英 - カール・バナス

主題歌（日本語吹き替え版）
- 作詞・作曲・編曲 - 小林亜星 / 歌 - 藤田淑子とハニーナイツ / 発売元 - 日本グラモフォン（現・ユニバーサルミュージックLLC）
  - この曲は、キャンプソングとしても広く歌われた。

#### 各話リスト（日本語吹き替え版）
| 回数 | 放送日        | サブタイトル                           |
| ---- | ------------- | -------------------------------------- |
| 1    | 1967年 4月5日 | アフリカ蜂の襲来                       |
| 1    | 1967年 4月5日 | さらわれたキングコング                 |
| 2    | 4月19日       | ロケット島の陰謀                       |
| 2    | 4月19日       | 謎の火山帝国                           |
| 3    | 4月26日       | 海底探検                               |
| 3    | 4月26日       | モンド島の危機                         |
| 4    | 5月3日        | レーザー銃の恐怖                       |
| 4    | 5月3日        | 空飛ぶ円盤現わる                       |
| 5    | 5月10日       | スフィンクスの恐怖                     |
| 5    | 5月10日       | ボビーのあやまち                       |
| 6    | 5月17日       | ロボット・コング                       |
| 6    | 5月17日       | 恐怖の反射鏡                           |
| 7    | 5月24日       | 大洪水の謎                             |
| 7    | 5月24日       | 黄金の神殿                             |
| 8    | 5月31日       | 原子電波の罠                           |
| 8    | 5月31日       | ドクター・フーの陰謀                   |
| 9    | 6月7日        | 恐怖の探検旅行                         |
| 9    | 6月7日        | よみがえった虎                         |
| 10   | 6月14日       | 巨大なナマケモノ                       |
| 10   | 6月14日       | 砂漠の盗賊                             |
| 11   | 6月21日       | 怪人どくろ博士                         |
| 11   | 6月21日       | 雪男の謎                               |
| 12   | 6月28日       | ネス湖の怪物                           |
| 12   | 6月28日       | コングの音楽会                         |
| 13   | 7月5日        | 潜水艦を救助せよ                       |
| 13   | 7月5日        | 大根役者のコング                       |
| 14   | 7月12日       | 魔術大王の罠                           |
| 14   | 7月12日       | 危険なイルカ                           |
| 15   | 7月19日       | トロイの木馬                           |
| 15   | 7月19日       | 消えたボンド教授                       |
| 16   | 7月26日       | カリブ海の叛乱                         |
| 16   | 7月26日       | 海底のミサイルを探せ                   |
| 17   | 8月2日        | 謎の太陽黒点                           |
| 17   | 8月2日        | ジャングルのまい子                     |
| 18   | 8月9日        | 夢に見た巨人                           |
| 18   | 8月9日        | キャプテン・コング                     |
| 19   | 8月16日       | アマゾンの自由の女神                   |
| 19   | 8月16日       | パンドラの箱                           |
| 20   | 8月23日       | 大怪物パリを襲う                       |
| 20   | 8月23日       | 砂漠の黄金都市                         |
| 21   | 8月30日       | キングコング対大鷲                     |
| 21   | 8月30日       | 南国の陰謀                             |
| 22   | 9月6日        | 死を呼ぶ迷路                           |
| 22   | 9月6日        | 一つ目の巨人                           |
| 23   | 9月13日       | 霧の中の海亀                           |
| 23   | 9月13日       | 白い巨鯨                               |
| 24   | 9月20日       | キングコングのダイヤモンド             |
| 24   | 9月20日       | 武器は錨だ                             |
| 25   | 9月27日       | 僕らのキングコング（前・後編）         |
| 26   | 10月4日       | ニューヨークのキングコング（前・後編） |

#### 放送局
- 日本教育テレビ(NET)、毎日放送、九州朝日放送：水曜 19:30 - 20:00[48]
- 山形テレビ：木曜 18:00 - 18:30 ※1970年に放送[52]
- 東北放送：日曜 9:00 - 9:30[53]
- 北日本放送：月曜 18:15 - 18:45[54]

| 日本教育テレビ(NET)系列 水曜19:30枠   | 日本教育テレビ(NET)系列 水曜19:30枠                            | 日本教育テレビ(NET)系列 水曜19:30枠                 |
| 前番組                                | 番組名                                                         | 次番組                                              |
| ------------------------------------- | -------------------------------------------------------------- | --------------------------------------------------- |
| ターザン ※19:30 - 20:56、縮小して継続 | キングコング・001/7おや指トム （1967年4月5日 - 1967年10月4日） | ジャイアントロボ （1967年10月11日 - 1968年1月24日） |